# Лулеоский технологический университет
Лулеоский технологический университет (швед. Luleå tekniska universitet) — государственный исследовательский университет, расположенный в лене Норботтен, Швеция. Университет имеет четыре кампуса, находящихся в арктическом регионе — в городах Лулео, Кируна, Шеллефтео и Питео.
В университете по состоянию на 2024 год обучается более 18 740 студентов, а штат сотрудников составляет 1551 человек. Лулеоский технологический университет является самым северным технологическим институтом Скандинавии.
Университет был основан в 1971 году под названием Лулеоский университетский колледж (швед. Luleå tekniska högskola), а его первый кампус располагался в пригороде Порсё города Лулео. Спустя несколько лет учебное заведение было объединено с Лулеоским педагогическим колледжем и Школой музыки в Питео. В 1997 году учреждению был присвоен статус полноценного университета решением правительства Швеции, после чего оно получило нынешнее название — Лулеоский технологический университет.

## Исследования
С 2023 года научная деятельность Лулеоского технологического университета организована по 11 основным направлениям:
- Городская среда и инфраструктура
- Архитектура и дизайн
- Горное дело и минералы
- Машиностроение и материаловедение
- Энергетика
- Цифровизация, автоматизация и искусственный интеллект
- Космос
- Бизнес-администрирование и социальные науки
- Здравоохранение
- Педагогика
- Музыка и театр[13]

Стратегическая основа научной деятельности университета сосредоточена в области технических наук, однако большинство направлений имеют междисциплинарный характер. Значительная часть исследований носит прикладной характер и проводится в тесном сотрудничестве с промышленностью, другими университетами и организациями на региональном, национальном и международном уровнях.

## Международное сотрудничество
Университет является активным членом организации Университета Арктики (University of the Arctic). UArctic — это международная кооперативная сеть, базирующаяся в циркумполярном арктическом регионе и объединяющая более 200 университетов, колледжей и других организаций, заинтересованных в развитии образования и научных исследований в Арктике.
Университет также принимает участие в программе академической мобильности UArctic под названием north2north. Цель этой программы — предоставить студентам учебных заведений — участников сети возможность обучаться в различных регионах Севера.

## Кампусы

### Кампус Кируна
Кампус в Кируне принадлежит как Университету Умео, так и Лулеоскому технологическому университету. Здесь ведутся исследования в области космических технологий, осуществляемые подразделением по космическим технологиям в тесном сотрудничестве с Шведским институтом космической физики.

### Кампус Лулео
Университетский кампус в Лулео расположен в районе Порсё и включает несколько основных зданий.
- Корпус A используется для проведения учебных занятий и научных исследований в области информатики, экономики и социальных наук.
- В корпусе B располагаются университетская библиотека, главный приёмный пункт и административные службы.
- Корпус C служит центральным местом встреч для студентов; здесь находятся офисы студенческих объединений и спортивные объекты для студентов.
- Корпус E предназначен для обучения и исследований в области физики и машиностроения.
- В корпусе F размещаются подразделения, занимающиеся геонауками, строительным делом и науками о труде.

Корпус D был демонтирован в 2024 году, и согласно плану будущего развития кампуса университета, на его месте будет построено новое здание. В настоящее время часть программ подготовки преподавателей и программ в области здравоохранения размещены во временных павильонах из-за проводимых ремонтных работ.
Рядом с кампусом находятся различные объекты инфраструктуры, включая продуктовый магазин, стоматологические услуги, жилые корпуса и научный центр Teknikens Hus.

### Кампус Питео
Кампус в Питео специализируется на исследованиях и обучении в области музыки и медиа. На территории кампуса расположен орган Orgel Acusticum, построенный известной европейской фирмой Orgelbauwerkstatt Woehl под руководством Геральда Вёля. Орган насчитывает 9000 труб, распределённых по 140 регистрами, при этом запланировано расширение до 206 регистров.
Во время церемонии открытия органа в октябре 2012 года почётный доктор Лулеоского технологического университета Бенни Андерссон впервые исполнил специально написанное для этого события произведение En skrift i snön («Надпись на снегу») на стихи Кристины Лугн. Орган находится в собственности университета и частично профинансирован за счёт пожертвований; крупнейшим спонсором выступил фонд Kempestiftelserna.
Одной из центральных площадок кампуса Питео является Studio Acusticum — концертный зал, спроектированный при участии исследователей университета из различных областей науки. Зал рассчитан на 576 зрителей и оборудован уникальной системой изменяемой высоты потолка, что позволяет регулировать акустические параметры пространства в зависимости от характера звучания — от акустической музыки до электронно усиленной. Специальная конструкция кресел обеспечивает стабильную акустику независимо от количества слушателей в зале.
Кроме основного зала, в комплексе имеется также площадка Black box, рассчитанная на 300 стоячих или 214 сидячих зрителей, предназначенная для различных форматов — от академических оркестров до рок- и поп-концертов.
Studio Acusticum используется как студентами Музыкальной школы Лулеоского технологического университета, так и профессиональными музыкантами, а также функционирует в качестве полноразмерной студии звукозаписи. Концертный зал интегрирован с учебными и звукозаписывающими студиями кампуса.

### Кампус Шеллефтео
Кампус в Шеллефтео является центром высшего образования, где проводятся исследования и обучение в таких областях, как технология обработки древесины, компьютерная графика, разработка игр, электротехника, сестринское дело и социальная работа.

### Театральная академия в Лулео
Театральная академия в Лулео — актёрская образовательная программа Лулеоского технологического университета. Обучение проводится в том же здании, что и театр Norrbottensteatern, расположенный в центре Лулео. Программа была создана в 1996 году в рамках сотрудничества университета и театра. Академия готовит актёров для работы в театре, на телевидении, в кино и на радио.

## Рейтинги
Лулеоский технологический университет представлен в ряде международных рейтингов вузов:
- В академическом рейтинге университетов мира (ARWU, 2020) университет занимал позиции 801–900 в мире и 13–14 место в Швеции[33][34].
- В предметных рейтингах ARWU 2024 года[35]:
  - по горному делу (Mining & Mineral Engineering) — 51–75 место в мире;
  - по машиностроению (Mechanical Engineering) — 76–100 место;
  - по деловому администрированию (Business Administration) — 101–150 место;
  - по материаловедению (Materials Science & Engineering) — 201–300 место;
  - по электротехнике (Electrical & Electronic Engineering) — 301–400 место;
  - по менеджменту (Management) — 301–400 место;
  - по химической инженерии (Chemical Engineering) — 401–500 место.

- В рейтинге QS World University Rankings by Subject 2025 Лулеоский технологический университет входит в следующие группы[36]:
  - Горное дело и минеральная инженерия — 48 место;
  - Машиностроение — 251–300 место;
  - Науки о материалах — 201–250 место;
  - Электротехника и электроника — 501–550 место;
  - Инженерия и технологии — 451–500 место;
  - Информатика и информационные системы — 551–600 место;
  - Химия — 601–700 место.
- В рейтинге CWTS Leiden 2024 года университет занял 1006 место в мире, 11 место в Швеции[37].
- В рейтинге U.S. News & World Report — Best Global Universities 2024–2025 университет занимает 689-е место в мире, 260-е место в Европе и 11-е в Швеции[38].  Также по предметным направлениям:
  - 907-е место в области химии;
  - 362-е место в области компьютерных наук;
  - 368-е место в области электротехники и электроники;
  - 323-е место в области энергетики и топлива;
  - 293-е место в области инженерии;
  - 660-е место в области экологии и охраны окружающей среды;
  - 489-е место в области наук о Земле (Geosciences);
  - 347-е место в области материаловедения (Materials Science);
  - 111-е место в области машиностроения;
  - 546-е место в области физической химии.
- В рейтинге University Ranking by Academic Performance (URAP) за 2024–2025 годы Лулеоский технологический университет занимает 825-е место в мире[39].
- В рейтинге Scimago Institutions Rankings 2025, который учитывает не только исследовательскую продуктивность, но также социальное влияние и инновационную деятельность на основе данных базы Scopus и дополнительных индикаторов, Лулеоский технологический университет занимает 1038-е место в мире[40].